# 90. rakétaezred (USA)
A 90. rakétaezred (90th Missile Wing) az Egyesült Államok Légierejének egyik interkontinentális ballisztikus rakétákkal felszerelt alakulata, amelynek feladata szükség esetén a világ bármely pontjára történő nukleáris csapásmérés.
Az egység – melyet még 1942-ben alapítottak 90. bombázócsoport néven, s B–24 Liberator bombázó repülőgépeivel aktívan részt vett a második világháborúban, s 1963. július 1-jével fegyverezték fel LGM–30 Minuteman rakétákkal – három amerikai szövetségi állam (Wyoming, Nebraska, Colorado) területén települ, 24 órás készültséget ad és LGM–30 Minuteman III típusú, 13 ezer kilométer hatótávolságú interkontinentális ballisztikus rakétákkal van felszerelve.
Az egység feloszlatott 400. rakétaszázada volt az egyetlen alkalmazója az 1987-től 2005-ig hadrendben tartott LGM-118 Peacekeeper interkontinentális ballisztikus rakétáknak.
Parancsnoksága a Wyoming állam fővárosa, Cheyenne közelében fekvő Warren Légibázison található.

## Alegységek
- 90. Műveleti Csoport
  - 319. rakétaszázad
  - 320. rakétaszázad
  - 321. rakétaszázad
  - 400. rakétaszázad (2005-ben feloszlatva)
- 90. Rakétatámogató Csoport
- 90. Biztonsági Erők Csoport
- 90. Karbantartó Csoport

## Felszerelés
| Származási hely | Megnevezés                                                  | Mennyiség   | Megjegyzés                  |
| Felszerelés     | Felszerelés                                                 | Felszerelés | Felszerelés                 |
| --------------- | ----------------------------------------------------------- | ----------- | --------------------------- |
| USA             | LGM–30 Minuteman III interkontinentális ballisztikus rakéta | 150 db      | - Rakétaszázadonként 50 db. |
| USA             | LGM–118 Peacekeeper interkontinentális ballisztikus rakéta  | 50 db       | - Hadrendből kivonva.       |

## Fordítás

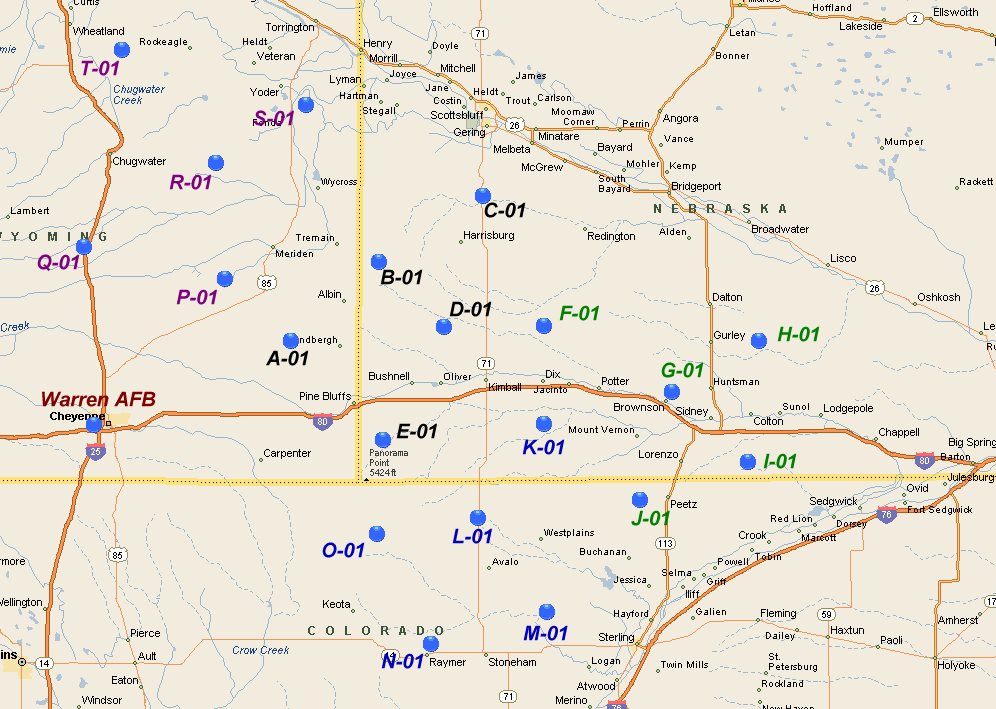
A 90. rakétaezred támaszpontjai
319. század (fekete)
320. század (zöld)
321. század (kék)
400. század (rózsaszín) (feloszlatva)

- Ez a szócikk részben vagy egészben a 90th Missile Wing című angol Wikipédia-szócikk fordításán alapul.  Az eredeti cikk szerkesztőit annak laptörténete sorolja fel. Ez a jelzés csupán a megfogalmazás eredetét és a szerzői jogokat jelzi, nem szolgál a cikkben szereplő információk forrásmegjelöléseként.